# LKAB Minerals
LKAB Minerals AB, tidigare Minelco AB, är ett dotterbolag till järnmalmskoncernen LKAB. Företaget förädlar och säljer industrimineral baserat på malmer av ett flertal olika slag. Företaget bedrev även tidigare egen brytning av olivin i en gruva på Grönland i Fiskefjord, 90 km från Nuuk.
Minelco uppstod 1989 som ett dotterbolag till LKAB. Till en början levererade man mestadels förädlad järnmalm men har allt eftersom kommit att bredda sin verksamhet inom industrimineralbranschen mer och mer. Den 1 juli 2013 bytte Minelco bolagsnamn till LKAB Minerals AB.